# 1908년 하계 올림픽 독일 선수단
1908년 하계 올림픽 독일 선수단은 영국 런던에서 개최된 1908년 하계 올림픽에 참가한 올림픽 독일 선수단이다. 12개 종목과 41개 세부 종목에서 선수 82명이 참가하였다.

## 선수 집계
| 종목   | 남자 | 여자 | 합계 |
| ------ | ---- | ---- | ---- |
| 다이빙 | 5    |      | 5    |
| 사격   | 1    |      | 1    |
| 합계   | 80   | 2    | 82   |

## 메달 집계

### 종목별 메달 집계
| 종목   |   |   |   | 합계 |
| 다이빙 | 1 | 1 | 1 | 3    |
| 합계   | 3 | 5 | 5 | 13   |

### 메달리스트
| 메달 | 선수            | 종목   | 세부 종목          | 날짜     |
| ---- | --------------- | ------ | ------------------ | -------- |
|      | 알베르트 쥐르너 | 다이빙 | 남자 3m 스프링보드 | 7월 18일 |
|      | 쿠르트 베렌스   | 다이빙 | 남자 3m 스프링보드 | 7월 18일 |
|      | 고트롭 발츠     | 다이빙 | 남자 3m 스프링보드 | 7월 18일 |

## 다이빙
| 선수                | 세부 종목     | 예선 | 예선 | 준결선    | 준결선    | 결선      | 결선      |
| 선수                | 세부 종목     | 점수 | 순위 | 점수      | 순위      | 점수      | 순위      |
| 고틀롭 발츠         | 3m 스프링보드 | 81.3 | 1 Q  | 80.3      | 2 Q       | 80.8      | 3         |
| 알베르트 쥐르너     | 3m 스프링보드 | 83.6 | 1 Q  | 82.8      | 2 Q       | 85.5      | 1         |
| 쿠르트 베렌스       | 3m 스프링보드 | 83.6 | 1 Q  | 83.0      | 1 Q       | 85.3      | 2         |
| 프리츠 니콜라이     | 3m 스프링보드 | 67.1 | 2 Q  | 81.8      | 3         | 진출 실패 | 진출 실패 |
| 프리츠 니콜라이     | 10m 플랫폼    | 54.5 | 5    | 진출 실패 | 진출 실패 | 진출 실패 | 진출 실패 |
| 하인츠 프레이슈미트 | 3m 스프링보드 | 78.1 | 2 Q  | 79.3      | 4         | 진출 실패 | 진출 실패 |
| 하인츠 프레이슈미트 | 10m 플랫폼    | 67.3 | 2 Q  | 48.8      | 5         | 진출 실패 | 진출 실패 |

## 레슬링
| 선수            | 세부 종목           | 32강전 (상대 /결과) | 16강전 (상대 /결과) | 8강전 (상대 /결과) | 준결승 (상대 /결과) | 3-4위전 (상대 /결과) | 결승 (상대 /결과) | 순위      |           |           |           |           |           |    |
| 빌헬름 그룬드만 | 그레코로만형 미들급 | 야프 벨머르         | 패                  | 진출 실패          | 진출 실패           | 진출 실패            | 진출 실패         | 진출 실패 | 진출 실패 | 진출 실패 | 진출 실패 | 진출 실패 | 진출 실패 | 17 |

## 사격
| 선수                     | 세부 종목       | 점수 | 순위 |
| 에리히 바그너 홀헨로베세 | 100yd 자유 소총 | 12   | 49   |

## 참고 자료
- (영어) “Germany  at the 1908 London Summer Games”. sports-reference.com. 2008년 12월 2일에 원본 문서에서 보존된 문서. 2019년 1월 27일에 확인함.